# Patrimoni dell'umanità del Brasile
I patrimoni dell'umanità del Brasile sono i siti dichiarati dall'UNESCO come patrimonio dell'umanità in Brasile, che è divenuto parte contraente della Convenzione sul patrimonio dell'umanità il 1º settembre 1977.
Al 2025 i siti iscritti nella Lista dei patrimoni dell'umanità sono venticinque, mentre ventuno sono le candidature per nuove iscrizioni. Il primo sito iscritto nella lista è stato nel 1980 la città storica di Ouro Preto, durante la quarta sessione del comitato del patrimonio mondiale. Gli altri siti furono aggiunti nel 1982, 1983, 1985 (due), 1986, 1987, 1991, 1997, 1999 (tre), 2000 (due), 2001 (tre), 2010, 2012, 2016, 2017, 2019, 2021, 2024 e 2025. Quindici siti sono considerati culturali, secondo i criteri di selezione, nove naturali e uno misto; uno è parte di un sito transnazionale.

## Siti del Patrimonio mondiale
| Foto | Sito | Luogo | Tipo                        | Anno        | Descrizione |
| ---- | --- | --- | --------------------------- | ----------- | --- |
|      | Città storica di Ouro Preto | Ouro Preto | Culturale (124; i, iii)     | 1980        | Fondata alla fine del XVII secolo, Ouro Preto ("oro nero") è stato il punto focale della corsa all'oro e dell'età d'oro del Brasile nel XVIII secolo. Con l'esaurimento delle miniere d'oro nel XIX secolo, l'influenza della città diminuì ma molte chiese, ponti e fontane rimangono a testimonianza della sua passata prosperità e dell'eccezionale talento dello scultore barocco Aleijadinho. |
|      | Centro storico della città di Olinda | Olinda | Culturale (189; ii, iv)     | 1982        | Fondata nel XVI secolo dai portoghesi, la storia della città è legata all'industria della canna da zucchero. Ricostruita dopo essere stata saccheggiata dagli olandesi, il suo tessuto urbano di base risale al XVIII secolo. L'armonioso equilibrio tra edifici, giardini, 20 chiese barocche, conventi e numerosi piccoli passos (cappelle) contribuiscono tutti al fascino particolare di Olinda. |
|      | Missioni gesuite dei Guaraní: San Ignacio Miní, Santa Ana, Nuestra Señora de Loreto e Santa Maria la Mayor (Argentina), Rovine di São Miguel das Missões (Brasile) | São Miguel das Missões (altre 4 sono in Argentina) | Culturale (275; iv)         | 1983(-1984) | Le rovine di São Miguel das Missões in Brasile, e quelle di San Ignacio Miní, Santa Ana, Nuestra Señora de Loreto e Santa María la Mayor in Argentina, si trovano nel cuore di una foresta tropicale. Sono gli imponenti resti di cinque missioni gesuitiche, costruite nella terra dei Guaraní durante i secoli XVII e XVIII. Ognuna è caratterizzata da una specifica planimetria e da un diverso stato di conservazione. |
|      | Centro storico di Salvador de Bahia | Salvador | Culturale (309; iv, vi)     | 1985        | Come prima capitale del Brasile, dal 1549 al 1763, Salvador de Bahia fu testimone della fusione di culture europee, africane e amerindie. Fu anche, dal 1558, il primo mercato di schiavi del Nuovo Mondo, con schiavi che arrivavano per lavorare nelle piantagioni di canna da zucchero. La città è riuscita a conservare molti eccezionali edifici rinascimentali. Una particolarità del centro storico sono le case dai colori vivaci, spesso decorate con pregevoli stucchi. |
|      | Santuario di Bom Jesus do Congonhas | Congonhas | Culturale (334; i, iv)      | 1985        | Questo santuario nel Minas Gerais, a sud di Belo Horizonte, fu costruito nella seconda metà del XVIII secolo. Si compone di una chiesa con un magnifico interno rococò di ispirazione italiana; una scalinata esterna decorata con statue dei profeti; e sette cappelle che illustrano le stazioni della Via Crucis, in cui le sculture policrome di Aleijadinho sono capolavori di un'arte barocca originalissima, commovente ed espressiva. |
|      | Parco nazionale dell'Iguaçu | Capanema, Capitão Leônidas Marques, Céu Azul, Foz do Iguaçu, Matelândia, Medianeira, Santa Tereza do Oeste, Santa Terezinha de Itaipu, São Miguel do Iguaçu, Serranópolis | Naturale (355; vii, x)      | 1986        | Il parco condivide con il Parco nazionale dell'Iguazú in Argentina una delle cascate più grandi e impressionanti del mondo, che si estende per circa 2 700 m. Ospita molte specie rare e in via di estinzione di flora e fauna, tra cui la lontra gigante e il formichiere gigante. Le nuvole di spruzzi prodotte dalla cascata favoriscono la crescita di una vegetazione lussureggiante. |
|      | Brasilia | Brasilia | Culturale (445; i, iv)      | 1987        | Brasilia, capitale creata ex nihilo nel centro del Paese nel 1956, è stata una pietra miliare nella storia dell'urbanistica. L'urbanista Lucio Costa e l'architetto Oscar Niemeyer hanno voluto che ogni elemento – dalla disposizione dei quartieri residenziali e amministrativi (spesso paragonata alla forma di un uccello in volo) alla simmetria degli edifici stessi – fosse in armonia con il disegno unitario della città. Gli edifici ufficiali, in particolare, sono innovativi e fantasiosi. |
|      | Parco nazionale Serra da Capivara | Canto do Buriti, Coronel José Dias, São João do Piauí, São Raimundo Nonato                                                                                                | Culturale (606; iii)        | 1991        | Molti dei numerosi rifugi rupestri nel Parco nazionale della Serra da Capivara sono decorati con pitture rupestri, alcune delle quali hanno più di 25 000 anni. Sono un'eccezionale testimonianza di una delle più antiche comunità umane del Sud America. |
|      | Centro storico di São Luís | São Luís | Culturale (821; iii, iv, v) | 1997        | Il nucleo tardo seicentesco di questo centro storico, fondato dai francesi e occupato dagli olandesi prima di passare sotto il dominio portoghese, ha conservato integralmente l'originario impianto stradale rettangolare. Grazie a un periodo di stagnazione economica all'inizio del XX secolo, è sopravvissuto un numero eccezionale di edifici storici di pregio, che ne fanno un eccezionale esempio di città coloniale iberica. |
|      | Centro storico della città di Diamantina | Diamantina | Culturale (890; ii, iv)     | 1999        | Diamantina, villaggio coloniale incastonato come un gioiello in una collana di montagne rocciose inospitali, ricorda le gesta dei cercatori di diamanti nel XVIII secolo e testimonia il trionfo dell'impegno culturale e artistico dell'uomo sull'ambiente. |
|      | Riserve della foresta atlantica della costa della scoperta | Bahia, Espírito Santo | Naturale (892; ix, x)       | 1999        | Le riserve della foresta atlantica della Costa della Scoperta sono costituite da otto aree protette separate contenenti 112 000 ettari di foresta atlantica e arbusti associati (restingas). Le foreste pluviali della costa atlantica del Brasile sono le più ricche al mondo in termini di biodiversità. Il sito contiene una distinta gamma di specie con un alto livello di endemismo e rivela un modello di evoluzione che non è solo di grande interesse scientifico ma è anche importante per la conservazione. |
|      | Riserve sud-orientali della foresta atlantica | Paraná, San Paolo | Naturale (893; vii, ix, x)  | 1999        | Le riserve della foresta atlantica del sud-est contengono alcuni dei migliori e più estesi esempi di foresta atlantica del Brasile. Le 25 aree protette che compongono il sito (circa 470 000 ettari in totale) mostrano la ricchezza biologica e la storia evolutiva delle ultime foreste atlantiche rimaste. Dalle montagne ricoperte da fitte foreste, fino alle zone umide, isole costiere con montagne isolate e dune, l'area comprende un ricco ambiente naturale di grande bellezza paesaggistica. |
|      | Complesso di conservazione dell'Amazzonia centrale | Amazonas | Naturale (998; ix, x)       | 2000-2003   | Il Complesso di conservazione dell'Amazzonia centrale costituisce la più grande area protetta del bacino amazzonico ed è una delle regioni più ricche del pianeta in termini di biodiversità. Comprende anche un importante campione di ecosistemi di varzea, foreste di igapó, laghi e canali che assumono la forma di un mosaico acquatico in continua evoluzione che ospita la più grande varietà di pesci elettrici del mondo. Il sito protegge le principali specie minacciate, tra cui il pesce gigante arapaima, il lamantino amazzonico, il caimano nero e due specie di delfini di fiume. |
|      | Area di conservazione del Pantanal | Mato Grosso, Mato Grosso do Sul | Naturale (999; vii, ix, x)  | 2000        | L'area di conservazione del Pantanal è costituita da un gruppo di quattro aree protette con una superficie totale di 187 818 ettari. Il sito rappresenta l'1,3% della regione brasiliana del Pantanal, uno dei più grandi ecosistemi di zone umide d'acqua dolce del mondo. Qui si trovano le sorgenti dei due principali sistemi fluviali della regione, il Cuiabá e il Paraguay, e l'abbondanza e la diversità della vegetazione e della fauna sono spettacolari. |
|      | Centro storico della città di Goiás | Goiás | Culturale (993; ii, iv)     | 2001        | Goiás testimonia l'occupazione e la colonizzazione delle terre del Brasile centrale nei secoli XVIII e XIX. L'impianto urbanistico è un esempio dello sviluppo organico di una città mineraria, adattato alle condizioni del sito. Sebbene modeste, sia l'architettura pubblica che quella privata formano un insieme armonioso, grazie all'uso coerente di materiali locali e tecniche vernacolari. |
|      | Isole atlantiche brasiliane: riserve di Fernando de Noronha e Atol das Rocas                                                                                       | Atol das Rocas, Fernando de Noronha | Naturale (1000; vii, ix, x) | 2001        | I picchi della dorsale sottomarina dell'Atlantico meridionale formano l'arcipelago di Fernando de Noronha e l'atollo di Rocas al largo della costa del Brasile. Rappresentano gran parte della superficie insulare dell'Atlantico meridionale e le loro ricche acque sono estremamente importanti per la crescita e l'alimentazione di tonni, squali, tartarughe e mammiferi marini. Le isole ospitano la più grande concentrazione di uccelli marini tropicali nell'Atlantico occidentale. La Baia de Golfinhos ha una popolazione eccezionale di delfini residenti e con la bassa marea l'atollo di Rocas offre uno spettacolare paesaggio marino di lagune e pozze di marea brulicanti di pesci. |
|      | Aree protette del Cerrado: parchi nazionali di Chapada dos Veadeiros e delle Ema                                                                                   | Alto Paraíso de Goiás, Cavalcante, Chapadão do Céu, Colinas do Sul, Costa Rica, Mineiros                                                                                  | Naturale (1035; ix, x)      | 2001        | I due parchi inclusi nel sito contengono flora e fauna e habitat chiave che caratterizzano il Cerrado, uno degli ecosistemi tropicali più antichi e diversificati del mondo. Per millenni, questi siti sono serviti da rifugio per diverse specie durante i periodi di cambiamento climatico e saranno vitali per il mantenimento della biodiversità della regione del Cerrado durante le future fluttuazioni climatiche. |
|      | Piazza São Francisco nella città di São Cristóvão | São Cristóvão | Culturale (1272; ii, iv)    | 2010        | Piazza São Francisco, nella città di São Cristovão, è uno spazio aperto quadrilatero circondato da importanti edifici antichi come la Chiesa e convento di São Francisco, la Chiesa e Santa Casa da Misericórdia, il Palazzo Provinciale e le case associate di diversi periodi storici. Questo complesso monumentale, insieme alle case circostanti del XVIII e XIX secolo, crea un paesaggio urbano che riflette la storia della città fin dalle sue origini. Il complesso francescano è un esempio dell'architettura tipica dell'ordine religioso sviluppatosi nel nord-est del Brasile. |
|      | Rio de Janeiro: paesaggi carioca tra la montagna e il mare | Rio de Janeiro | Culturale (1100; v, vi)     | 2012        | Il sito è costituito da un contesto urbano eccezionale che racchiude gli elementi naturali chiave che hanno modellato e ispirato lo sviluppo della città: dai punti più alti delle montagne del Parco nazionale della Tijuca fino al mare. Includono anche i giardini botanici, istituiti nel 1808, il monte Corcovado con la sua celebre statua di Cristo e le colline intorno alla baia di Guanabara, compresi gli ampi paesaggi progettati lungo la baia di Copacabana che hanno contribuito alla cultura della vita all'aria aperta di questa spettacolare città. Rio de Janeiro è anche riconosciuta per l'ispirazione artistica che ha fornito a musicisti, paesaggisti e urbanisti. |
|      | Complesso moderno della Pampulha | Belo Horizonte | Culturale (1493; i, ii, iv) | 2016        | Il complesso moderno della Pampulha è stato il centro di un visionario progetto di città giardino creato nel 1940 a Belo Horizonte. Progettato attorno a un lago artificiale, questo centro culturale e ricreativo comprendeva un casinò, una sala da ballo, il Golf Yacht Club e la chiesa di San Francesco d'Assisi. Gli edifici sono stati progettati dall'architetto Oscar Niemeyer, in collaborazione con artisti innovativi. Il complesso comprende forme audaci che sfruttano il potenziale plastico del cemento, fondendo architettura, progettazione del paesaggio, scultura e pittura in un insieme armonioso. Riflette l'influenza delle tradizioni locali, del clima brasiliano e dell'ambiente naturale sui principi dell'architettura moderna. |
|      | Sito archeologico della banchina di Valongo | Rio de Janeiro | Culturale (1548; vi)        | 2017        | Il sito archeologico della banchina di Valongo si trova nel centro di Rio de Janeiro e comprende l'intera piazza Jornal do Comércio. Si trova nell'ex area portuale di Rio de Janeiro in cui è stato costruito il vecchio molo in pietra per lo sbarco degli schiavi africani che raggiungevano il continente sudamericano dal 1811 in poi. Si stima che circa 900 000 africani siano arrivati in Sudamerica via Valongo. Il sito è composto da più strati archeologici, il più basso dei quali è costituito da pavimentazioni in stile pé de moleque, attribuite all'originario molo di Valongo. È la traccia fisica più importante dell'arrivo degli schiavi africani nel continente americano. |
|      | Paraty e Ilha Grande – cultura e biodiversità | Angra dos Reis, Areias, Cunha, Paraty, São José do Barreiro, Ubatuba | Misto (1308; v, x)          | 2019        | Questo paesaggio naturale-culturale comprende il centro storico di Paraty, una delle città costiere meglio conservate del Brasile, quattro aree naturali protette della foresta atlantica brasiliana, uno dei cinque principali punti caldi di biodiversità del mondo, nonché parte della catena montuosa della Serra da Bocaina e la regione costiera atlantica. La baia di Serra do Mar e Ilha Grande ospitano un'impressionante diversità di specie animali, alcune delle quali sono minacciate, come il giaguaro, il pecari labiato e diverse specie di primati, tra cui il murichi meridionale. Alla fine del XVII secolo, Paraty era il punto finale del Caminho do Ouro, lungo il quale l'oro veniva spedito in Europa. Il suo porto fungeva anche da punto di ingresso per gli attrezzi e gli schiavi africani, inviati a lavorare nelle miniere. Il centro storico di Paraty ha conservato la sua pianta del XVIII secolo e gran parte della sua architettura coloniale risalente al XVIII e all'inizio del XIX secolo. |
|      | Sítio Roberto Burle Marx | Rio de Janeiro | Culturale (1620; ii, iv)    | 2021        | Situato nel quartiere di Barra de Guaratiba, il sito incarna un progetto di successo sviluppato in oltre quarant'anni dall'architetto paesaggista e artista Roberto Burle Marx (1909-1994), un "laboratorio del paesaggio" per creare "opere d'arte viventi" utilizzando piante autoctone e attingendo alle idee moderniste. Iniziato nel 1949, il sito comprende ampi paesaggi, giardini, edifici e collezioni, che presentano le caratteristiche chiave che sono arrivate a definire i giardini paesaggistici di Burle Marx e hanno influenzato lo sviluppo dei giardini moderni a livello internazionale. Il sito è caratterizzato da forme sinuose, esuberanti masse di piante, composizioni vegetali architettoniche, contrasti cromatici spettacolari, uso di piante tropicali e incorporazione di elementi della cultura popolare tradizionale. |
|      | Parco nazionale dei Lençóis Maranhenses | Barreirinhas, Primeira Cruz, Santo Amaro do Maranhão | Naturale (1611; vii, viii)  | 2024        | Il parco si trova nel nord-est del Brasile, sulla costa orientale del Maranhão, in una zona di transizione tra tre biomi brasiliani: Cerrado, Caatinga e Amazzonia. Al di là del suo importante ruolo nella conservazione della biodiversità, il parco vanta valori estetici e geologico-geomorfologici significativi a livello globale. Lungo una costa di 80 km, con spiagge seguite da pianure, i venti dominanti modellano le dune costiere in lunghe catene di barcane, riempite nella stagione delle piogge per creare lagune di vari colori, forme, dimensioni e profondità. Il sito rivela il suo scenario migliore quando le lagune raggiungono il loro volume massimo, creando un paesaggio di bellezza rara. La vasta distesa di dune sia stabili che mobili, la più grande del Sudamerica, che occupa più della metà della sua superficie del parco, presenta notevoli prove della progressione evolutiva delle dune costiere durante tutto il periodo Quaternario.                                                  |
|      | Canyon del fiume Peruaçu | Itacarambi, Januária, São João das Missões | Naturale (1747; vii, viii)  | 2025        | Situato nel nord del Minas Gerais e caratterizzato da spettacolari paesaggi carsici, vaste grotte e una ricca biodiversità, il parco presenta sistemi di grotte orizzontali, formatisi in rocce carbonatiche, che rivelano imponenti speleotemi, doline di crollo, archi calcarei e fiumi sotterranei. Sviluppatosi nel cratone stabile del São Francisco, il paesaggio riflette i principali cambiamenti climatici e geologici del Plio-Pleistocene. Il parco si trova all'incrocio dei biomi del cerrado, della caatinga e della foresta atlantica, ospitando oltre 2 000 specie vegetali e animali, tra cui molte minacciate. |

## Siti candidati
| Foto | Sito | Luogo                                                                                              | Tipo                                       | Anno       | Descrizione |
| ---- | --- | -------------------------------------------------------------------------------------------------- | ------------------------------------------ | ---------- | --- |
|      | Chiesa e monastero di San Benedetto, Rio de Janeiro                                                                      | Rio de Janeiro                                                                                     | Culturale (36; i, ii, iv)                  | 06/09/1996 | Il monastero di São Bento sorge su uno dei quattro colli che furono il cuore di Rio de Janeiro nei secoli XVII e XVIII. Fu iniziato nel 1617 e da allora in poi costantemente ampliato e arricchito da notevoli talhas (sculture in legno) e dipinti - opere di architetti, scultori, incisori e pittori - per tutto il XVII, XVIII e l'inizio del XIX secolo, adattandosi sempre ai gusti mutevoli, ma senza mai perdere il senso dell'unità. Le stesse osservazioni si possono fare per gli edifici più recenti vicini al monastero - una scuola media e un ostello - grazie alla sensibilità e al discernimento dimostrati dalla comunità benedettina che tuttora abita il monastero. |
|      | Palazzo della cultura, vecchia sede del Ministero dell'educazione e della salute, Rio de Janeiro                         | Rio de Janeiro                                                                                     | Culturale (37; i, ii, iv)                  | 06/09/1996 | Questo edificio, costruito tra il 1937 e il 1945, è stato progettato da un team di architetti secondo i piani originali di Le Corbusier. Il team era composto da Lucio Costa, Oscar Niemeyer, Affonso Eduardo Reidy, Carlos Leão, Jorge Machado Moreira e Ernâni Vasconcelos. I giardini sono stati progettati da Burle Marx, e le piastrelle smaltate della facciata così come le pitture murali che decorano l'interno sono di Candido Portinari. Questo edificio è stato il primo deliberato tentativo di architettura moderna brasiliana e ha avuto un'influenza decisiva su tutti i successivi importanti sviluppi dell'architettura in Brasile. |
|      | Parco nazionale del Pico da Neblina                                                                                      | Santa Isabel do Rio Negro, São Gabriel da Cachoeira                                                | Naturale (39; vii, ix, x)                  | 06/09/1996 | Questo parco (2 200 000 ettari) si trova nello stato di Amazonas, alla frontiera con il Venezuela. Contiene la vetta più alta del Brasile (3014 m) da cui prende il nome. È un bell'esempio di foresta pluviale equatoriale e le sue pendici più alte sono avvolte nella foresta nebulosa, a causa della costante elevata umidità. C'è anche una ricca varietà di fauna selvatica. Inoltre il parco contiene almeno due siti pleistocenici, e offre aree di grande bellezza paesaggistica, come il Morro dos seis Lagos. |
|      | Parco nazionale della Serra da Bocaina                                                                                   | Angra dos Reis, Areias, Cunha, Paraty, São José do Barreiro, Ubatuba                               | Naturale (40; vii, x)                      | 06/09/1996 | Questa è una parte protetta della foresta tropicale atlantica situata sulla costa tra gli stati di San Paolo e Rio de Janeiro. La zona, di insolita bellezza, si trova a metà strada tra due delle più grandi città del Brasile: San Paolo e Rio de Janeiro. Il parco nazionale copre 100 000 ettari, è un bell'esempio di foresta oceanica protetta e presenta una ricca varietà di fauna, tra cui molte specie minacciate di estinzione. È anche uno dei rari siti protetti lungo la costa. |
|      | Riserva biologica dell'Atol das Rocas                                                                                    | Atol das Rocas                                                                                     | Naturale (41; vii, x)                      | 06/09/1996 | Questa riserva copre le piccole isole e l'area oceanica intorno all'unico vero atollo dell'Atlantico; l'area è stata istituita come riserva naturale nel giugno 1979. Situata a 144 miglia dalla costa brasiliana, è una regione con una ricca varietà di uccelli marini e altra fauna e flora marina. |
|      | Stazione ecologica di Taim                                                                                               | Rio Grande, Santa Vitória do Palmar                                                                | Naturale (42; ix, x)                       | 06/09/1996 | Questa stazione copre un'area di 32 000 ettari vicino al confine uruguaiano. Taim è un'area di proprietà pubblica dichiarata di interesse ecologico, con un vasto sistema lagunare formato in parte dalle lagune Mirim, Jacaré, Nicola e Mangueira. La maggior parte delle paludi lungo la costa meridionale del Brasile è interessante per le sue comunità biotiche e la sua ricca fauna selvatica. L'area di Taim ha circa 10 km di spiagge oceaniche, dune mobili e zone dove si alternano sabbia e vegetazione strisciante. |
|      | Stazione ecologica del Raso da Catarina                                                                                  | Jeremoabo, Paulo Afonso, Rodelas                                                                   | Naturale (43; vii, x)                      | 06/09/1996 | L'area del Raso da Catarina è considerata una delle zone più aride del Brasile. A causa della mancanza di sorgenti naturali e del fatto che i fiumi spesso si prosciugano, questa vasta area è rimasta pressoché intatta. Si tratta di un'area pianeggiante ricoperta di sterpaglia, tra cui cactus e piante esotiche che forniscono una delle rare fonti d'acqua in alcuni periodi dell'anno. In alcuni punti sono presenti formazioni sabbiose simili a canyon, pilastri e pareti, principalmente scavate dall'acqua piovana. Questi costituiscono un rifugio per gli uccelli oltre ad essere interessanti dal punto di vista paesaggistico. La flora e la fauna, tuttavia, sono la maggiore attrattiva del Raso da Catarina. |
|      | Stazione ecologica di Anavilhanas                                                                                        | Manaus, Novo Airão                                                                                 | Naturale (1120; vii, ix, x)                | 16/09/1998 | La stazione ecologica è costituita da 100 000 ha di arcipelago, composto da centinaia di isole e canali allungati all'interno del letto del fiume Rio Negro, coperto da foreste inondate. A questi si aggiungono 250 000 ha di foreste non allagate sulle sponde del fiume. |
|      | Parco nazionale della Serra do Divisor                                                                                   | Cruzeiro do Sul, Mâncio Lima, Marechal Thaumaturgo, Porto Walter, Rodrigues Alves                  | Naturale (1121; vii, viii, ix, x)          | 16/09/1998 | Situato in un'area collinare e montuosa con ampie pianure alluvionali e alcuni bassi altipiani tabulari, che separano i due bacini del Rio Ucayali e del Juruá, il Parco ospita le principali sorgenti degli affluenti di sinistra del Juruá. È strutturato in quattro massicci collinari principali (Serra da Jaquirana, Serra do Moa, Serra do Jurua-Mirim e Serra do Rio Branco), separati da pianure e valli dei vari affluenti del Juruá. I margini della sezione inferiore dei fiumi Juruá e Moa sono inondati in modo permanente, con molti laghi, igapó e igarapé. |
|      | Parco nazionale della Serra da Canastra                                                                                  | Capitólio, Delfinópolis, Sacramento, São João Batista do Glória, São Roque de Minas, Vargem Bonita | Naturale (1123; vii, ix, x)                | 16/09/1998 | L'area è costituita da due altipiani isolati di quarzite metamorfica (Chapadao), separati da un'ampia valle: la Serra da Canastra/Chapadao da Zagaia e la Serra das Sete Voltas. Gli altopiani piatti o ondulati sono isolati da falesie, precipizi e ripidi pendii dove scisti e miche più morbide sostituiscono bruscamente la dura copertura di quarzo, consentendo l'erosione differenziale. Centinaia di corsi d'acqua originati sull'altopiano scorrono verso il basso in spettacolari cascate. Serre, dirupi e cascate creano paesaggi di eccezionale bellezza. |
|      | Area di protezione ambientale delle Cavernas do Peruaçu/Parco statale delle Veredas do Peruaçu                           | Bonito de Minas, Cônego Marinho, Itacarambi, Januária                                              | Misto (1124; iii, iv, v, vii, viii, ix, x) | 16/09/1998 | I canyon, le grotte, le gallerie e le acque permanenti della valle del Rio Peruaçu hanno favorito l'occupazione umana fin da 12 000 anni fa. Le pitture rupestri sono estremamente abbondanti in tutta l'area, nei rifugi, sulle pareti dei canyon e sugli ingressi delle grotte. Diversi stili coesistono, permettendo di studiare successive influenze culturali. L'aridità delle grotte ha conservato eccezionalmente resti organici, come scarti alimentari. Prevalentemente questi rifugi erano occupati da cacciatori-raccoglitori, ma in epoche più recenti sono stati coltivati ortaggi: mais, tabacco, cotone, manioca, fagioli, ecc.. |
|      | Parco nazionale Serra da Capivara e aree di conservazione permanente                                                     | Brejo do Piauí, Coronel José Dias, João Costa, São Raimundo Nonato                                 | Misto (1125; iii, iv, vii, viii, ix, x)    | 16/09/1998 | Tre aree di conservazione permanente, contigue al Parco, sono state istituite come Riserve biologiche il 12 marzo 1990, per 35 000 ha di superficie totale: Serra Vermelba/Angelical, Serra do Cumbre/Chapada da Pedra Hume, Serra da Capivara/Baixao das Andorinhas. Tre unità geomorfologiche modellano l'area: ad ovest altipiani metamorfici arenitici (Planalto), alti 500-630 m, con cime piane omogenee o leggermente ondulate; al centro la zona della Cuesta, rete arenitica siluro-devoniana molto irregolare di canyon, anfratti, corridoi e formazioni erose e "rovine"; verso est una pianura di erosione da 60 a 80 Km con inselberg isolati di graniti più duri e isolotti calcarei. |
|      | Paesaggio culturale di Paranapiacaba: villaggio e sistemi ferroviari nella catena montuosa della Serra do Mar, San Paolo | Cubatão, Santo André                                                                               | Culturale (5878; i, ii, iv)                | 27/02/2014 | La candidatura comprende il patrimonio culturale del villaggio ferroviario di Paranapiacaba, realizzato dalla società inglese São Paulo Railway Co., il patrimonio naturale della foresta pluviale atlantica nel tratto circoscritto dal perimetro del Parco naturale Nascentes de Paranapiacaba, in cima alla catena montuosa della Serra do Mar, e il patrimonio ferroviario dei sistemi funicolari e a cremagliera del bacino del fiume Mogi tra i comuni di Santo André e Cubatão. |
|      | Ver-o-Peso | Belém                                                                                              | Culturale (5879; ii, iii, iv, vi)          | 27/02/2014 | Il Ver-o-Peso è un grande mercato all'aperto di prodotti estrattivi, agricoli e artigianali portati dalla regione amazzonica. L'insieme architettonico e paesaggistico comprende il suo impianto urbano, gli edifici monumentali, le file di case, i mercati di ferro e l'arredo urbano, le piazze e le banchine per le barche. La sua configurazione spaziale si è affermata e consolidata tra il XVII e i primi decenni del XX secolo. Le sue origini sono da attribuire alla realizzazione, a metà del XVII secolo, di una stazione di riscossione dei tributi alla foce di un igarapé dove vi era un porticciolo naturale oggi corrispondente alle banchine. |
|      | Teatri dell'Amazzonia | Belém, Manaus                                                                                      | Culturale (5996; ii, iv, vi)               | 30/01/2015 | Costruiti alla fine del XIX secolo, sia il Teatro Amazonas ("Teatro delle Amazzoni") che il Theatro da Paz ("Teatro della Pace") si trovano nell'Amazzonia brasiliana rispettivamente nelle città di Manaus e Belém. Questi teatri sono monumenti significativi situati nei due maggiori centri urbani della regione, simboli del boom economico raggiunto e rappresentativi di un modello di civiltà europeizzata riprodotto ai tropici grazie al boom della gomma amazzonica. |
|      | Insieme delle fortezze brasiliane                                                                                        | 19 beni                                                                                            | Culturale (5997; ii, iv)                   | 30/01/2015 | L'insieme delle fortezze installate dagli europei in Brasile ha avuto origine in un processo di occupazione del territorio diverso da quelli riscontrati in altre potenze coloniali: si basava su uno sforzo decentrato, derivante dall'azione degli abitanti delle diverse capitanerie che formavano il Brasile, senza ulteriori interventi della madrepatria. Ciò ha portato alla costruzione di centinaia di fortezze, sparse in tutto il paese, costruite per soddisfare più gli interessi locali che la madrepatria. Le fortezze segnarono non solo la presenza di paesi e città di origine lusitana, ma anche il contatto tra culture diverse. Lo scopo di questa candidatura è presentare una selezione di diciannove monumenti che rappresentano le formidabili difese dispiegate in Brasile, che servivano a definire i confini marittimi e fluviali del più grande paese dell'America Latina. |
|      | Diga di Cedro nei monoliti di Quixadá                                                                                    | Quixadá                                                                                            | Culturale (5998; iv)                       | 30/01/2015 | La diga di Cedro, con la sua parete ad arco in muratura di pietra, è stata la prima grande opera idraulica moderna del continente sudamericano. Ha incorporato l'avanzato progresso scientifico, tecnologico e il calcolo applicato all'ingegneria civile dell'epoca. Il paesaggio formato dai monoliti e dalla diga di Cedro a Quixadá è la sintesi della Caatinga, il clima semi-arido del bioma endemico in Brasile, e della lotta dei colonizzatori del XVII secolo per occupare e trasformare questo habitat segnato da intense siccità. |
|      | Geoglifi di Acre | Acre                                                                                               | Culturale (5999; iii, iv, v)               | 30/01/2015 | I geoglifi di Acre sono strutture di terra scavate nel terreno e formate da muretti e fossati che rappresentano figure geometriche di forme diverse. Questi recinti sono stati trovati nella regione sud-occidentale dell'Amazzonia, prevalentemente nella parte orientale dello stato di Acre, situata in aree tra ruscelli, sorgenti di torrenti e zone umide, associate principalmente ai fiumi Acre e Iquiri. |
|      | Itacoatiara del fiume Ingá                                                                                               | Ingá                                                                                               | Culturale (6000; i, iii)                   | 30/01/2015 | Il termine itacoatiara deriva dalla lingua tupi-guaraní e significa "scrivere o disegnare su pietra", essendo stato usato in Brasile come sinonimo di espressioni di incisione rupestre. Il sito di arte rupestre delle itacoatiara del fiume Ingá si trova nel comune omonimo. L'area in cui si trova il sito coincide con un terreno roccioso sul fiume Ingá di Gurnard di circa 40 ettari e contiene un esteso affioramento granitico che contiene la più alta concentrazione di incisioni del sito. Il principale affioramento roccioso, popolarmente noto come Pedra do Ingá (Pietra di Ingá) forma un muro orientato a nord-est/sud-est lungo circa 24 m e alto 3,5 m nel punto più alto, che presenta i tre principali pannelli scolpiti del sito. |